# Noah Hanifin
Noah Hanifin (Boston, 25 gennaio 1997) è un hockeista su ghiaccio statunitense.

## Carriera
Dalla stagione 2015/16 milita in NHL con i Carolina Hurricanes.
Con la nazionale statunitense ha conquistato una medaglia d'oro ai campionati mondiali under 18 nel 2014 e ha preso parte ai campionati mondiali assoluti nel 2017 e nel 2016.